# Omónia (quartier)
Pour les articles homonymes, voir Omonia.
Omónia (en grec moderne : Ομόνοια) est le quartier d'Athènes, en Grèce, situé autour de la place Omónia. Ce quartier est au centre d'Athènes d'où rayonnent les grandes avenues et les rues principales d'Athènes, comme les rues Panipistimíou, Stadíou, Agíou Konstantínou, 3is Septemvríou, Pireós et Athinás.

## Histoire
La place est le premier projet urbain d'Athènes souhaité par Othon Ier de Grèce en 1846. Les plans sont établis par Stamátios Kleánthis et Eduard Schaubert. À l'origine, la place est appelée place du palais, puis place Othon et enfin, en 1862, place Omónia. La zone autour de la place se développe très rapidement : déjà, à la fin du XIXe siècle elle commence à saturer. Après les années 1950, des bâtiments élevés sont construits donnant peu à peu l'image actuelle de la place Omónia.
Longtemps délaissé, lieu de rassemblement de personnes marginalisées, le quartier connait depuis quelques années un regain d'intérêt de la part de promoteurs cherchant à investir dans l'hôtellerie et le commerce.